# Ferdinand II av Bägge Sicilierna
För andra betydelser, se Ferdinand II.
Ferdinand II av Bägge Sicilierna, Ferdinando Carlo, född 12 januari 1810 i Palermo död 22 maj 1859 i Caserta. Son till Frans I av Bägge Sicilierna och Maria Isabella av Spanien.
Han var gift första gången 1832 med Maria Christina av Savojen (1812-1836) och ingick ett andra äktenskap 1837 med Maria Theresa av Österrike-Teschen (1816-1867).
Sedan Ferdinand 1830 efterträtt sin far som kung av Bägge Sicilierna inledde han en rad liberala reformer, men blev med tiden alltmer autokratisk och reaktionär. Den avgörande vändpunkten kom 1848. Ett folkuppror tvingade honom att utfärda en författning, men det kom till en brytning mellan honom och den sammanträdande deputerande kammaren, varefter Ferdinand snart upphävde författningen.
Samma år förklarade sig Sicilien självständigt från Neapel, men även här slog Ferdinand ned upproret, bland annat lät han bombardera Messina, vilket gav honom öknamnet "Kung Bomba". Efter dessa händelser urartade hans styre till ett skräckvälde.
Alla försök till opposition slogs ned och oppositionella förföljdes, och Ferdinand kom efterhand att bli hågkommen som urtypen för en folkförtryckande och ljusskygg tyrann.

## Barn
- Frans II av Bägge Sicilierna Francisco d'Assisi Maria Leopoldo,(1836-1894); gift 1859 med Maria Sofia av Bayern (1841-1925)
- Lodovico Maria, greve di Trani (1838-1886); gift 1861 med Mathilde, hertiginna i Bayern (1843-1925)
- Alberto Maria Francesco, hertig di Castrogiovanni (1839-1844)
- Alfonso, greve av Caserta, Alfonso Maria Giuseppe Alberto (1841-1934); gift 1868 med Antonietta av Bourbon-Bägge Sicilierna (1851-1938)
- Maria Annunziata (1843-1871); gift 1862 med Karl Ludwig av Österrike (1833-1896)
- Maria Immacolata Clementina (1844-1899); gift 1861 med Karl Salvator av Toscana (1839-1892)
- Gaëtano Maria Federico, greve di Girgenti (1846-1871); gift 1868 med Isabella av Spanien (1851-1931), dotter till Isabella II av Spanien
- Giuseppe Maria, greve di Lucera (1848-1851)
- Maria Pia (1849-1882); gift 1869 med Robert I av Parma (1848-1907)
- Vincenzo Maria, greve di Melazzo (1851-1854)